# Parydra penisica
Parydra penisica är en tvåvingeart som beskrevs av Clausen och Cook 1971. Parydra penisica ingår i släktet Parydra och familjen vattenflugor. Inga underarter finns listade i Catalogue of Life.